# Papaver corona-sancti-stephani
Papaver corona-sancti-stephani är en vallmoväxtart som beskrevs av Zapal.. Papaver corona-sancti-stephani ingår i släktet vallmor, och familjen vallmoväxter. Inga underarter finns listade i Catalogue of Life.